# زيتونة (عفرين)
زيتونة  قرية سوريّة تتبع إداريّاً لمحافظة حلب منطقة عفرين ناحية شران، بلغ تعداد سكانها 231 نسمة حسب التعداد السكاني لعام 2004.